# Обикновен трупиал
Обикновеният трупиал (Quiscalus quiscula) е вид птица от семейство Трупиалови. Видът е незастрашен от изчезване.

## Разпространение
Разпространен е в Канада, Мексико, Сен Пиер и Микелон и САЩ.